# Agathia cistifera
Agathia cistifera är en fjärilsart som beskrevs av Walker 1861. Agathia cistifera ingår i släktet Agathia och familjen mätare. Inga underarter finns listade i Catalogue of Life.